# سد گرند پوبارا
سد گرند پوبارا (به لاتین: Grand Poubara Dam) یک سد وزنی در گابن است که در Franceville, Haut-Ogooué Province واقع شده‌است.